# Kam Air
Kam Air — афганская авиакомпания со штаб-квартирой в столице страны Кабуле, выполняющая регулярные внутренние и международные пассажирские перевозки в страны Ближнего Востока, Средней Азии и с августа 2010 года — в столицу Австрии Вена.
Портом приписки перевозчика и его главным транзитным узлом (хабом) является Международный аэропорт Кабула.

## История
Kam Air была основана 31 августа 2003 года афганским бизнесменом Замари М. Камгаром и стала первой коммерческой авиакомпанией страны, полностью находившейся в частной собственности. 8 ноября того же года на самолёте Boeing 727 компанией был совершён первый пассажирский рейс из Кабула в Мазари-Шариф. Первый собственный лайнер авиакомпания получила по распоряжению генерала Абдул-Рашида Дустума в качестве оплаты за транспортировку топлива и продовольствия военным частям, находившимся под командованием Дустума.
В августе 2010 года Kam Air объявила об открытии регулярных рейсов в Европу, однако 16 сентября была вынуждена остановить полёты в Вену и лондонский аэропорт Гатвик по причине серьёзных вопросов британских и австрийских властей к техническому состоянию самолётов перевозчика. 24 ноября 2010 года агентство Reuters сообщило о внесении всех афганских авиакомпаний в список перевозчиков, полёты которых запрещены в аэропорты Европейского союза.

## Маршрутная сеть
По состоянию на ноябрь 2010 года авиакомпания Kam Air выполняла пассажирские перевозки по следующим пунктам назначения:
| †   | Регулярные |
| ¤   | Сезонные   |
| [T] | Отменённые |

| Город         | Страна         | ИАТА | ИКАО | Аэропорт                                    | Ссылки | Примечания |
| Алма-Ата      | Казахстан      | ALA  | UAAA | Международный аэропорт Алма-Аты ¤           | [ 9 ]  | Сезонные   |
| Дели          | Индия          | DEL  | VIDP | Международный аэропорт имени Индиры Ганди   | [ 9 ]  |            |
| Дубай         | ОАЭ            | DXB  | OMDB | Международный аэропорт Дубай                | [ 9 ]  |            |
| Душанбе       | Таджикистан    | DYU  | UTDD | Аэропорт Душанбе                            | [ 9 ]  |            |
| Герат         | Афганистан     | HEA  | OAHR | Аэропорт Герат                              | [ 9 ]  |            |
| Исламабад     | Пакистан       | ISB  | OPRN | Международный аэропорт имени Беназир Бхутто | [ 9 ]  |            |
| Кабул         | Афганистан     | KBL  | OAKB | Международный аэропорт Кабула †             | [ 9 ]  | Базовый    |
| Лондон        | Великобритания | LGW  | EGKK | Аэропорт Гатвик [T]                         | [ 8 ]  |            |
| Мешхед        | Иран           | MHD  | OIMM | Международный аэропорт Мешхед               | [ 9 ]  |            |
| Мазар-и-Шариф | Афганистан     | MZR  | OAMS | Аэропорт Мазари-Шариф                       | [ 9 ]  |            |
| Пешавар       | Пакистан       | PEW  | OPPS | Международный аэропорт Пешавар [T]          | [ 10 ] |            |
| Тарин-Ковт    | Афганистан     | TII  | OATN | Аэропорт Тарин-Ковт                         | [ 9 ]  |            |
| Ташкент       | Узбекистан     | TAS  | UTTT | Аэропорт Ташкент-Южный                      | [ 9 ]  |            |
| Тегеран       | Иран           | IKA  | OIIE | Международный аэропорт имени Имама Хомейни  | [ 9 ]  |            |
| Урумчи        | Китай          | URC  | ZWWW | Международный аэропорт Урумчи ¤             | [ 9 ]  | сезонные   |
| Вена          | Австрия        | VIE  | LOWW | Венский международный аэропорт [T]          | [ 8 ]  |            |

## Флот

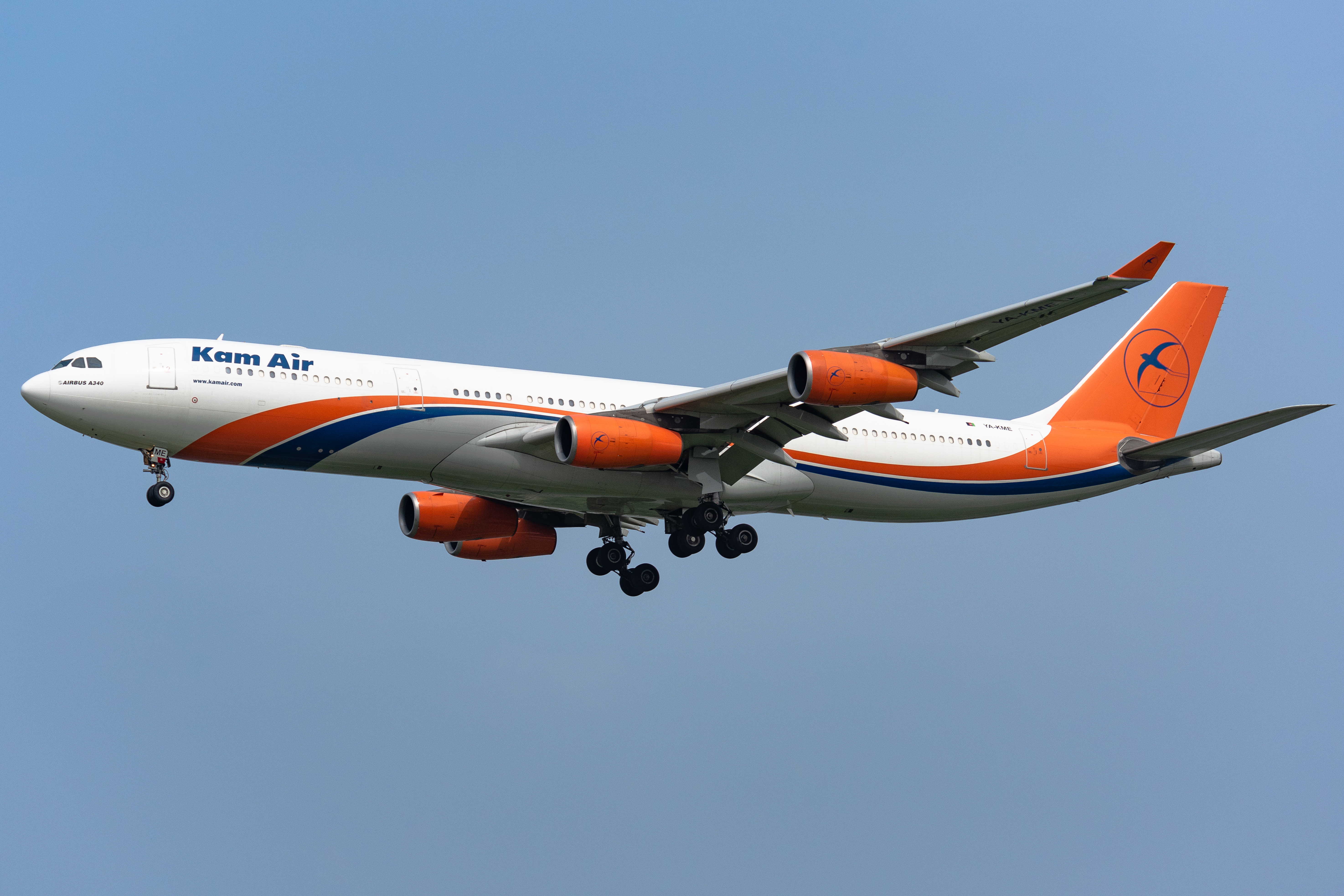
Airbus A340-300 авиакомпании Kam Air

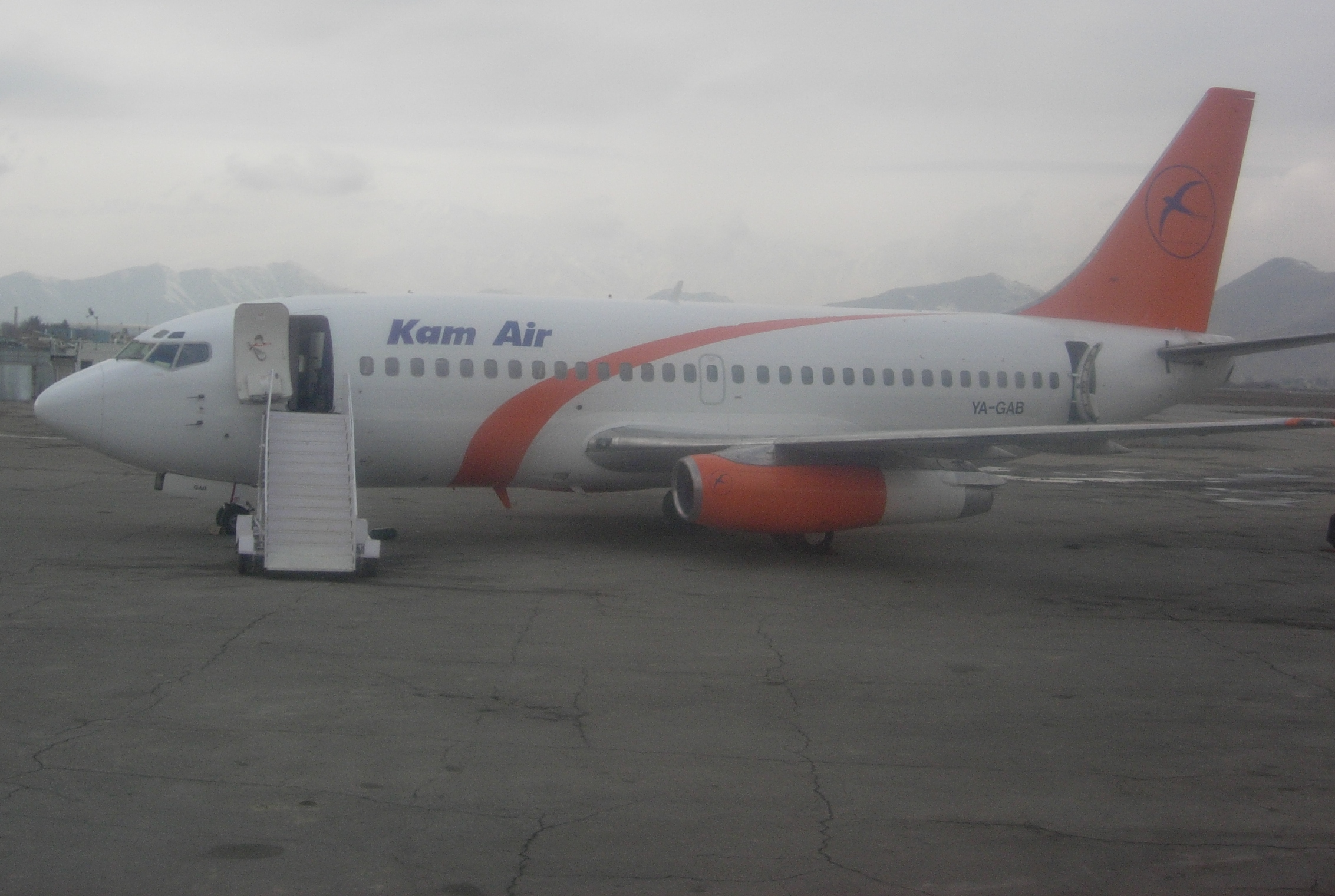
Boeing 737-200 авиакомпании Kam Air в Международном аэропорту Кабула (Афганистан), 2007 год

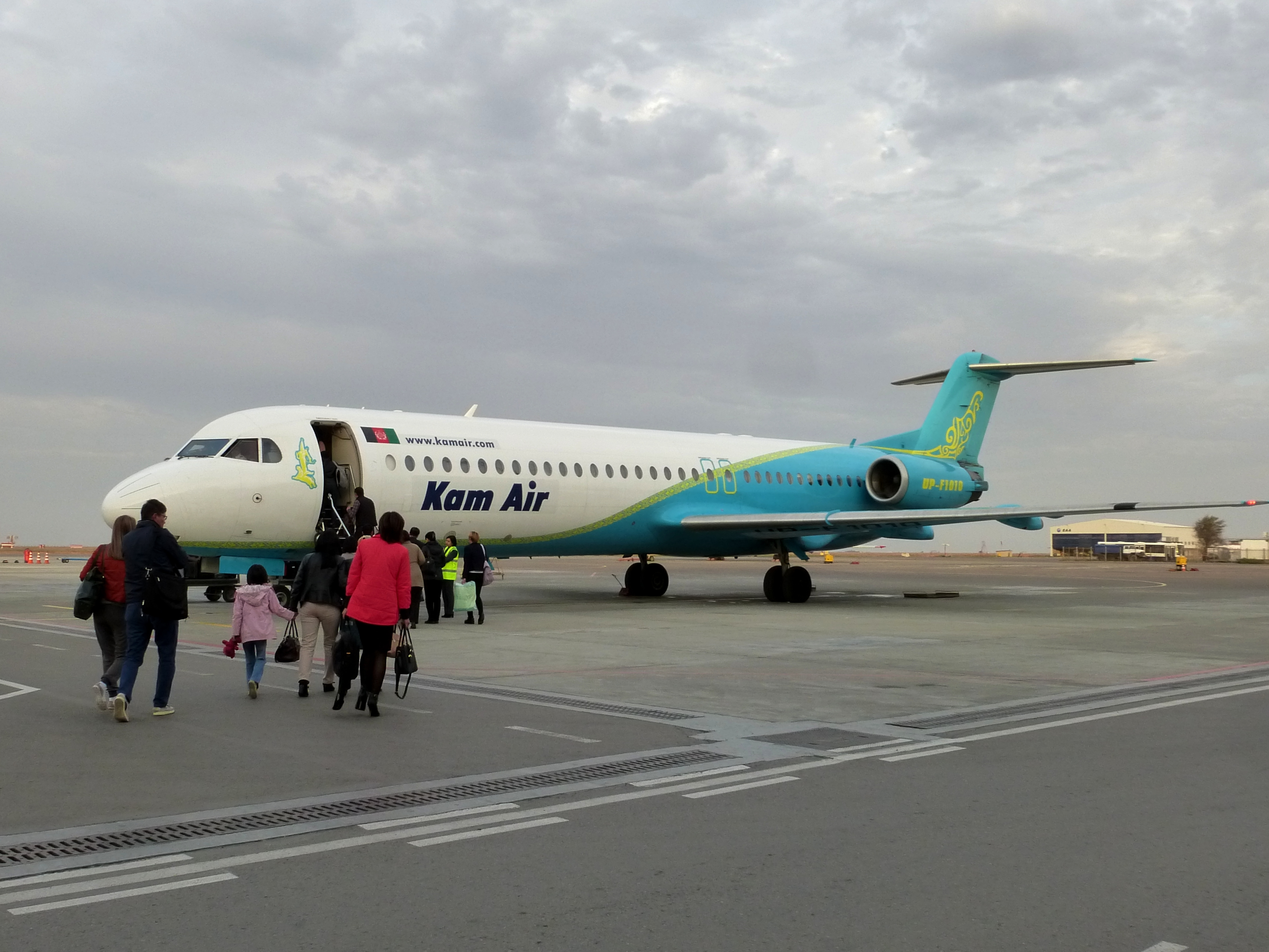
Fokker F100 казахстанской компании Bek Air, предоставленный по «мокрому лизингу» компании Kam Air.
На фюзеляже нанесены как фирменная окраска и логотип Bek Air, так и флаг Афганистана и логотип Kam Air.
Международный аэропорт г. Атырау, 2016 год

### Текущий флот
В марте 2021 года воздушный флот авиакомпании Kam Air составляли следующие самолёты:
| Тип самолёта     | В эксплуатации | Заказано | Пассажирских мест | Пассажирских мест | Пассажирских мест | Примечания |
| Тип самолёта     | В эксплуатации | Заказано | C                 | Y                 | Total             | Примечания |
| ---------------- | -------------- | -------- | ----------------- | ----------------- | ----------------- | ---------- |
| Airbus A340-300  | 4              |          | —                 | 346               | 346               |            |
| ATR 42-500       | 2              | —        | —                 | 46                | 46                |            |
| Boeing 737-300   | 4              | —        | —                 | 143               | 143               |            |
| Boeing 737-500   | 2              | —        | —                 | 114               | 114               |            |
| Boeing 767-300ER | 1              | —        | —                 | 250               | 250               |            |
| Всего            | 13             |          |                   |                   |                   |            |

### Выведенные из эксплуатации
- Boeing 727-200Adv
- Boeing 737-200
- Boeing 737-300
- Boeing 737-800
- Boeing 767-200
- Douglas DC-8-63F
- Як-40

## Авиапроисшествия и несчастные случаи
- 16 сентября 2004 года. Самолёт Ан-24 при совершении посадки в Международном аэропорту Кабула сошёл с взлётно-посадочной полосы. В результате инцидента 27 пассажиров получили лёгкие травмы, самолёт остался целым[12].
- 3 февраля 2005 года. Самолёт Boeing 737-200 авиакомпании Kam Air, работавший в операционном лизинге авиакомпании Phoenix Aviation, выполнял регулярный рейс 904 Герат — Кабул. На подходе к Международному аэропорту Кабула в плохих метеоусловиях лайнер исчез с экранов радаров. В ходе поисково-спасательной операции обломки самолёта были обнаружены 5 февраля в горах к востоку от Кабула, погибли все 104 человека на борту[13].